# 皮埃尔·保罗·帕索里尼
皮耶·保羅·帕索里尼（義大利語：Pier Paolo Pasolini，1922年3月5日—1975年11月2日），義大利作家、詩人、後新現實主義時代導演。他的父親是一名支持意大利法西斯黨政府的義大利皇家陸軍軍官，母親是當時義大利首相兼法西斯黨領袖墨索里尼的反對者，而他自己則一直堅稱自己是馬克思主義者。

## 生平
帕索里尼曾参加意大利共产党，1949年因被控告在公共場所猥褻罪被意共开除党籍。年輕時就讀義大利波隆納大學文學院，第二次世界大戰时应征入伍，后任教于罗马一所贫民窟中学，接触到社会最阴暗的一面，这对他的人生观以及以后的创作产生了巨大影响。在这期间他创作了反映罗马贫民生活的小说《生活的年轻人》、《激动的生活》，也曾创作剧本，贝纳尔多·贝托鲁奇的处女作《死神》就是特意请他写的。
1950年代末帕索里尼写了诗集《葛兰西之烬》以及小说《暴力人生》。之后他把主要精力投放在电影事业上，先后拍摄了如《俄狄浦斯王》、《美狄亚》、《爱与愤怒》、《十日谈》等电影。在充满争议的电影《索多瑪120天》公映前不久，他被发现在罗马被人殴打致死，该电影也因充满性暴力被长期在各国列为禁片。

## 遇害
1975年11月1日，帕索里尼在罗马郊区海滨被一個男妓用棍棒击杀。但是直到近些年，这名男妓才招认，当年杀死帕索里尼另有三人。这位毁誉参半的大师逝世震动了欧洲文艺界：教士们在他尸骨末寒时便开始驱除他的“邪恶魂灵”，而他的朋友、学生和崇拜者们（其中包括萨特、贝尔托鲁奇和罗兰·巴特）为他举行隆重的葬礼，尊奉他为“圣—皮耶尔·保罗”。
他的死留下诸多疑点，有人猜测这是有计划的政治暗杀，有人哀叹这是艺术界和电影界的损失。帕索里尼曾希望自己的尸体上混合着白色的精液与殷红的鲜血，竟然一语成谶。而此时，距离《淫荡学校》杀青仅仅数周，那部渗透着彻骨绝望的冰冷影片，似乎是他给世界留下的黑色遗嘱，这巧合中传递的死亡讯息令人毛骨悚然。

## 作品
帕索里尼的第一部独立作品是《乞丐》，第二部为《罗马妈妈》。他拍摄的影片《软奶酪》只放映了一次即被永远禁映，因电影文学作品内容不良被起诉三十余次。帕索里尼一生是矛盾的集中点，他景仰神圣信奉上帝，但是14岁就放弃了天主教信仰，一生与教会对抗。曾在《软奶酪》一片中对耶稣进行嘲讽而因“渎神罪”被监禁，又因《马太福音》一片获天主教大奖；以无产阶级左派自居却于60年代末学生运动中支持警察反对学生革命；批评享乐主义却在影片里表现色情⋯⋯在当时的意大利有很多极度敌视他的人，也有很多的崇拜者，其中包括像萨特，贝尔托鲁奇，罗兰·巴特等人。
帕索里尼的目光始终是放在那些社会最阴暗的一面的，他电影里表达的是对那些社会最底层的人们的关注和同情以及他对人性丑恶的无情鞭挞，在他的电影世界里只有无穷的黑暗及无尽的绝望。他后期的作品，比如”生命三部曲“（〈十日谈〉〈坎特伯雷故事集〉〈天方夜谈〉），虽然采用了荒谬诙谐的手法，但是在黑色幽默的背后透露的是一种深入骨髓的冰冷和绝望，“更近似于一种大众神话般的狂欢”。坦诚的说，帕索里尼终其一生始终是一个合格而且坚定的无产阶级革命者，虽然他的出身是典型的小资产阶级。他对自己的出身一直耿耿于怀：“我同莫拉唯亚和贝尔特鲁奇一样，是小资产阶级。也就是说，狗屎而已。”
帕索里尼的电影对性爱的展示非常直接，甚至能在他的电影里看到男性生殖器的全镜头特写。在帕索里尼看来，性爱是一种对不满现实的抗争，是对现代资本主义强加在人民身上的物化和异化统治的反抗手段，正如王小波在其作品里以荒谬的性爱对抗整个社会的滑稽一般。「身体始终具有革命性，因为它代表了不能被编码的本质”。
1975年，帕索里尼完成了他电影作品中最惊世骇俗的一部作品《索多瑪120天》，同时也是他人生的绝唱。情节改编自法国色情作家萨德侯爵的小说，采用但丁神曲式的叙事结构，直面人性中最阴暗绝望也是最为人所讳言的一面。影片充满暴力色情，强奸，虐待，一上映就震惊了整个影坛，几乎在所有的国家被被列为禁片，有人称其为：“一部不可不看，却不可再看的电影。”
帕索里尼一生是对人性的怀疑中，和对信仰的坚定。他渴望激情，同时充满绝望；他鼓吹革命，同时摈弃一切真理；他推崇佛洛伊德，同时信仰马克思。他就这样在自己的世界里不停竖立信念，然后又亲自否定它，在人性的边缘不停呐喊和超越。

## 作品年表
- 1961 《Accattone》《乞丐》
- 1962 《Mammaroma》《罗马妈妈》
- 1962 《Laviamoci il cervello》《洗脑》
- 1963 《软乳酪》La ricotta  选自《罗高巴葛》《Rogopag》
- 1963 《愤怒》La rabbia
- 1964 《Il Vangelo secondo Matteo》《马太福音》
- 1964 《Comizi d’amore》《爱的集会》
- 1966 《Uccellacci e uccellini》《害鸟和益鸟》
- 1966 《Le streghe 》《女巫》
- 1967 《L'edipo re》《俄浦狄斯王》
- 1968 《Teorema》《定理》
- 1968 《云像什么》Che cosa sono le nuvole? / 选自《意大利狂想曲》《Capriccio all'italiana》
- 1968 《Capriccio all'italiana》《任性的意大利风格》
- 1969 《Amore e rabbia》《爱与愤怒》
- 1969 《纸花的故事》La sequenza del fiore di carta
- 1969 《猪圈》（又名《豚小屋》）Porcile
- 1970 《非洲奥瑞斯特札记》Appunti per un poema del terzo mondo
- 1970 《Medea》《美狄亚》
- 1970 《Decameron》《十日谈》
- 1971 《Racconti di Canterburg》《坎特伯雷故事集》
- 1972 《十二月十二日》12 Dicembre
- 1974 《Fiore delle mille e una notte》《一千零一夜》（《天方夜谭》）
- 1974 《桑那城墙》Le mura di San'a
- 1975 《Salò o le 120 giornate di Sodoma》《萨罗》（《索多玛120天》）